# 本·斯賓賽
本·斯賓賽（英語：Benjamin Walter Jack Spencer；1981年12月11日—）是英國的一位政治家和精神科醫師，所屬政黨是保守黨。他在2019年英國大選中當選蘭尼米德和韋布里奇的議員。